# 馬蘭德

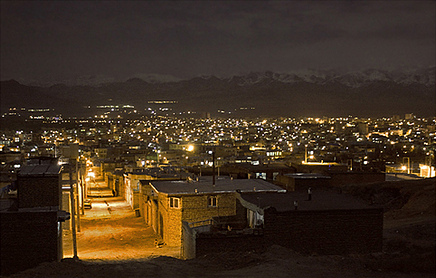

馬蘭德是伊朗的城市，位於該國西北部札格羅斯山脈山腳，由東亞塞拜然省負責管轄，距離首府大不里士60公里，是重要的交通樞紐，2006年人口114,165。